# 甄津
甄津（1529年—？），字汝問，山東兖州府魚臺縣人，官籍，明朝政治人物。

## 生平
山東鄉試第十二名舉人。嘉靖三十八年（1559年）中式己未科會試第二百二十六名，三甲第一百九十名進士。

## 家族
曾祖甄實；祖父甄衡，義官；父甄鎧，縣主簿。母李氏。永感下。兄甄沛（同科进士）。